# Pirttijärvi (sjö i Viitasaari, Mellersta Finland)
Pirttijärvi är en sjö i kommunen Viitasaari i landskapet Mellersta Finland i Finland. Sjön ligger 125,9 meter över havet. Arean är 89 hektar och strandlinjen är 5,05 kilometer lång. Sjön  ingår i Kymmene älvs huvudavrinningsområde.   Den ligger omkring 84 kilometer norr om Jyväskylä och omkring 320 kilometer norr om Helsingfors. 